# Stephen Kovacevich

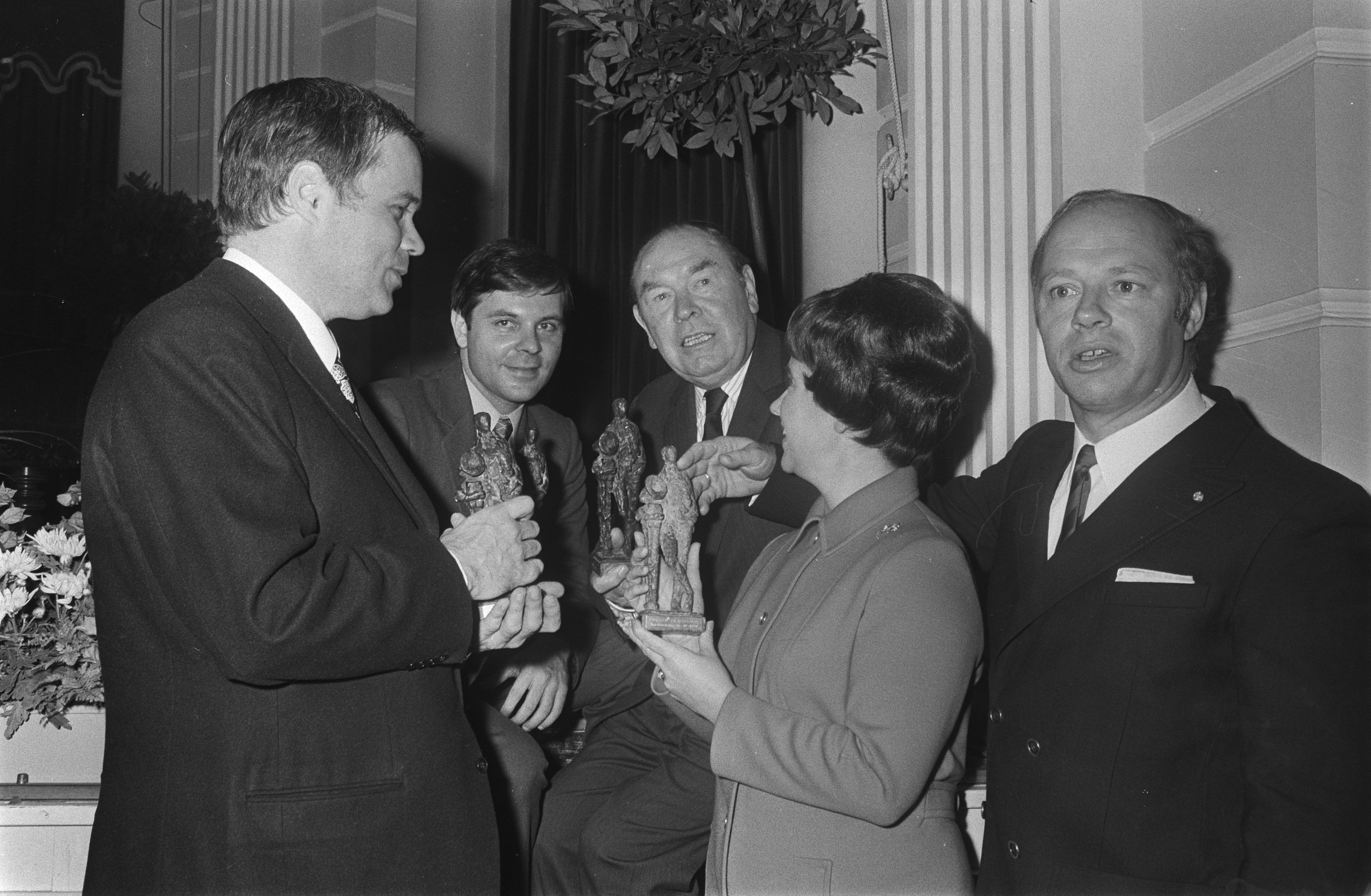
Dietrich Fischer-Dieskau, Stephen Kovacevich, Gerald Moore, Elly Ameling & Bernard Haitink (1970)

Stephen Kovacevich (San Pedro, Los Ángeles, 17 de octubre de 1940), también conocido como Stephen Bishop y Stephen Bishop-Kovacevich, es un pianista de música clásica y director de orquesta estadounidense.

## Biografía
Stephen Kovacevich es hijo de padre croata y madre estadounidense. 
Hizo su concierto de debut como pianista a los 11 años; a los 18 se trasladó a Londres para estudiar con Myra Hess, y desde entonces ha vivido en la capital británica, en concreto en Hampstead. 
En 1961 debutó en Europa en el Wigmore Hall interpretando la Sonata para piano de Alban Berg, tres preludios y fugas de Bach y las Variaciones Diabelli de Beethoven. 
En 1967 Kovacevich debutó en Nueva York y a partir de ese momento realizó giras por Europa, Estados Unidos, Oriente Medio, Australia, Nueva Zelanda y América del Sur.
Estuvo casado con la pianista Martha Argerich con quien tuvo una hija, Stephanie.
Como solista y director, es especialmente conocido por sus interpretaciones del repertorio clásico, de compositores como Mozart, Beethoven, Schubert, Brahms y Bartók. Sus grabaciones incluyen una fascinante serie de sonatas de Schubert y las 32 sonatas de Beethoven, en 2003, aclamada como una de las más notables grabaciones de estas obras. Un crítico dijo de su Hammerklavier: “una visión resuelta, y a veces combativa, de una obra maestra titánica, y una versión de la que se puede hablar al mismo tiempo que de las de Brendel, Gilels y Pollini... Kovacevich anuncia la fuerza de la música desde el primer compás”. Recientemente ha salido al mercado su nueva grabación de las Variaciones Diabelli de Beethoven en el sello Onyx classics, exactamente cuarenta años después de su primera grabación de la obra para Philips. Esta grabación fue galardonada con el 2009 classic FM gramophone editor’s choice Award.
Como director, ha estado al frente de los London Mozart Players, la Royal Liverpool Philharmonic y la Vancouver Symphony Orchestra. Como concertista, ha compartido escenario con Jacqueline du Pré, Martha Argerich, quien fue su esposa y con la que tuvo una hija de nombre Stephanie,  Steven Isserlis, Nigel Kennedy, Lynn Harrell, Sarah Chang, Gautier Capuçon, Renaud Capuçon y Emmanuel Pahud.
En cuanto a su estilo interpretativo él mismo se considera muy próximo a Vladimir Horowitz y también a Claudio Arrau.
En cuanto a los compositores sus preferidos son los conciertos de Brahms, la sonata “Hammerklavier” N° 29 de Beethoven, el Concierto N.º 2 para piano y orquesta de Bela Bartok y las sonatas de Mozart.

## Discografía seleccionada
- 1966 :
  - Ludwig van Beethoven: Sonata para violonchelo y piano n.º 2, op. 102. Con Jacqueline du Pré. Philips,
- 1968 :
  - Ludwig van Beethoven: Variaciones Diabelli. Philips,
  - Johannes Brahms: 4 piezas op. 119. Philips,
- 1971 :
  - Ludwig van Beethoven: Conciertos para piano n.º 1 y 2. Con la BBC Symphony Orchestra dir. Colin Davis. Decca,
  - Edvard Grieg y Robert Schumann: Conciertos para piano. Con la BBC Symphony Orchestra dir. Colin Davis . Philips,
- 1976 :
  - Béla Bartók: Sonata para dos pianos y percusión. Con Martha Argerich. Philips,
- 1999 :
  - Grandes Pianistas del Siglo XX. Vols. 60 y 61. Philips
- 2003 :
  - Ludwig van Beethoven: Sonata n.º 29 in si bemol mayor op. 106 "Hammerklavier". EMI,
- 2004 :
  - Franz Schubert: Sonata n.º 21 in si bemol mayor D960. EMI.

## Fuente
- Biografía, en emiclassics.com